# Contea di Upshur (Texas)
La contea di Upshur in inglese Upshur County è una contea dello Stato del Texas, negli Stati Uniti. La popolazione al censimento del 2010 era di 39 309 abitanti. Il capoluogo di contea è Gilmer. Il nome della contea deriva da Abel Parker Upshur, politico statunitense, 15º Segretario di Stato degli Stati Uniti.

## Geografia
| Anno | Popolazione | ±%     |
| ---- | ----------- | ------ |
| 1850 | 3,394       | Note:  |
| 1860 | 10,645      | 213.6% |
| 1870 | 12,039      | 13.1%  |
| 1880 | 10,266      | −14.7% |
| 1890 | 12,695      | 23.7%  |
| 1900 | 16,266      | 28.1%  |
| 1910 | 19,960      | 22.7%  |
| 1920 | 22,472      | 12.6%  |
| 1930 | 22,297      | −0.8%  |
| 1940 | 26,178      | 17.4%  |
| 1950 | 20,822      | −20.5% |
| 1960 | 19,793      | −4.9%  |
| 1970 | 20,976      | 6.0%   |
| 1980 | 28,595      | 36.3%  |
| 1990 | 31,370      | 9.7%   |
| 2000 | 35,291      | 12.5%  |
| 2010 | 39,309      | 11.4%  |

Secondo l'Ufficio del censimento degli Stati Uniti d'America la contea ha un'area totale di 593 miglia quadrate (1540 km²), di cui 583 miglia quadrate (1510 km²) sono terra, mentre 9,7 miglia quadrate (25 km², corrispondenti all'1,6% del territorio) sono costituiti dall'acqua.

### Strade principali
- U.S. Highway 80
- U.S. Highway 259
- U.S. Highway 271
- State Highway 154
- State Highway 155
- State Highway 300

### Contee adiacenti
- Camp County (nord)
- Morris County (nord-est)
- Marion County (est)
- Harrison County (sud-est)
- Gregg County (sud)
- Smith County (sud-ovest)
- Wood County (ovest)

## Istruzione
Nella contea sono presenti i seguenti distretti scolastici:
- Big Sandy ISD
- Gilmer ISD
- Gladewater ISD
- Harmony ISD
- New Diana ISD
- Ore City ISD
- Pittsburg ISD
- Union Grove ISD
- Union Hill ISD